# 심의석
심의석(沈宜錫, 1854년 ~ 1924년)은 조선 말기와 대한제국의 도시건설자 · 건축가이자 일제 강점기의 관료였다. 본관은 청송(靑松)이다.
한일병탄 후에 참사(參事)가 되어 1919년까지 내부아문(內部衙門)의 기사직(技師職)을 지냈다.

## 생애
본관은 청송(靑松). 서울에서 태어나 정동(貞洞)에서 거의 전생애를 보낸 한학(漢學)을 배운 세대이다. 그에게 미국 감리교 선교사들과의 만남은 서구건축에 눈뜨는 계기가 되었으며, ‘정동구락부(貞洞俱樂部)’를 중심으로 서구문명에 접할 수 있게 되었다.
그의 첫 번째 신건축 참여는 배재학당(1887)으로, 단층 벽돌조 건물인 교사(校舍)는 그가 처음으로 벽돌건축에 참여한 경험을 쌓은 건축물이었다. 이어 시병원(施病院, 1890)을 건립하였으며, 1896∼1897년에는 러시아의 건축가인 사바틴(Sabatin, A. I. S.)의 설계에 따라 서대문 영은문(迎恩門) 자리에 기념할 만한 석조건조물로서 독립문을 세웠다.
그는 서양인들을 통하여 서양건축술을 터득하여 학교·병원 등 각종 건축물의 신축에도 계속 참여하였는데 그중 하나가 정동제일교회(貞洞第一敎會)의 건축이었다. 정동교회는 1895년에 착공, 1898년 10월에 준공되었는데, 이 교회의 3층 벽돌조 종탑(鐘塔) 건조는 건축기술사적으로 독립문의 석조구조물과 함께 중요한 의미를 가지는 것이다. 그 밖에 서양건축물로서 정동 이화학당본관(Main Hall, 1897∼1899), 상동교회(尙洞敎會, 1900∼1901)가 있다.
한편 그는 파고다공원 내의 팔각정(八角亭, 1897), 조선호텔 내의 원구단(圜丘壇)과 황궁우(皇穹宇) 그리고 석고단(石鼓壇, 1901.11.), 광화문 소재 기념비각(紀念碑閣, 1902.9.) 등 전통건축에도 참여하였다. 또, 당시의 선각자 이채연(李采淵)·남궁 억(南宮檍)과 함께 서울을 개혁하는 데 선구적 역할을 하였으니, 우리 나라 최초의 극장이며 또한 최초의 원형극장인 협률사(協律社, 1902.8.)는 그가 세운 것이다. 그 밖에 이화여고 프라이홀(Fry Hall) 자리에 있던 손탁(孫鐸)호텔(1902∼1903), 덕수궁 내의 석조전(石造殿, 1909) 등도 그가 지었다.

한일합방 후에는 관직에도 올라, 개화기의 선각자 유길준(兪吉濬)과 함께 참사(參事)가 되어 참사제도가 폐지된 1919년까지 내부아문(內部衙門)의 기사직(技師職)에 있었다.— 심의석 [沈宜錫] (한국민족문화대백과, 한국학중앙연구원)

## 심의석의 대표작 독립문
독립문은 독일 공사관의 스위스인 기사 아파나시 세레딘 사바틴이 설계했고, 당시 서양건축의 조영 경험이 있던 심의석이 공사 감독을 맡았다. 1년의 공사 끝에 이 문은 1897년 11월 20일경 완성되었다. 정초식을 한 날로 계산하면 꼭 1년이 걸린 셈이다. 프랑스 개선문을 닮은 높이 14.28m, 폭 11.48m 크기의 이 문은 가로45cm, 세로30cm 크기의 화강암 1850개를 쌓아 만들었는데, 문 가운데에는 무지개 모양의 홍예문을 배치했다. 이맛돌 위에 독립문이라는 글을 쓴 현판석을 앞뒤로 달았는데, 안쪽의 글은 한글로 ‘독립문’, 바깥쪽은 한자로 ‘獨立門’이라고 썼다. 이 글씨는 독립협회의 사무 위원장으로, 당대 명필로 이름 높았던 이완용이 쓴 것이었다. 이 현판석 밑에는 대한제국 황실을 상징하는 오얏꽃 문양을 새겼다.

지금까지 독립문 건립과정을 살펴보았다. 정리하자면 독립문은 청으로부터의 독립을 축하하기 위해 건립한 기념물이라는 점, 그리고 이 문 건립에 정부 고위관리들부터 하층민까지 다수가 성금을 내어 참여했다는 점, 그리고 친일파의 대명사로 알려진 이완용이 독립문 건립과정에서 사무 위원장으로 중요한 역할을 했고, 돈도 가장 많은 축에 드는 100원을 기탁했으며, ‘독립문’의 현판 글씨도 그가 썼다는 점 등이다.— 레디앙 - 서대문 독립문에 담긴 역사

독립문의 설계는 서재필의 스케치를 기본으로 했다. 서재필은 파리의 개선문을 모형으로 해 기본스케치를 했다. 세부설계도는 독일공사관의 스위스인 기사(러시아인 기사가 했다는 주장도 있음)가 작성한 것으로 알려졌다. 시공은 당시 유명한 서양식건물 건축기사였던 심의석(沈宜碩)이 맡았다. 독립문·독립관·독립공원 건립 비용은 조선 민중들의 성금으로 충당됐으며 독립문 건립에는 모두 3천825원이 지출됐다.— 남도일보 - 전라도역사이야기-83.독립신문과 보성 서재필기념공원

미스터선샤인 티저 촬영분에 유진 초이가 독립문을 지나쳐 뚜벅뚜벅 걸어가는 모습이 나온다. 그래서 그런지 독립문을 바라보노라면 “그들이 원한 단 하나는 제나라 조선의 ‘주권’이었다”는 의미심장한 문구와 맞물려 유진 초이의 처절한 울부짖음이 귓가에 들려오는 듯하다.
서대문 영천시장 앞에 위치한 독립문은 중국 사신을 맞이했던 영은문 자리에 독립협회가 기금을 모금해 올린 건축물이다.

1898년 1월 한국인 기사 심의석이 중국인 노동자를 고용해 높이 14.28m, 넓이 11.48m로 지은 건축물은 프랑스 개선문을 떠올리게 한다. 1979년 독립문 고가도로와 성산대로를 건설하면서 현재의 위치로 이전하게 되었다.— 트래블바이크뉴스

독립문은 중화중심의 전통적인 동아시아 국제질서였던 조공과 책봉의 체제로부터 독립하겠다는 의미로 청의 사신을 맞는 영은문을 헐고 그 자리에 1896년 11월 21일 공사를 시작해서 1897년 11월에 완공한 것입니다. 필립 제이슨(서재필)이 직접 파리의 개선문을 보고 기본 스케치를 하였고, 사바틴이 설계를 했으며 조선인 건축기사 심의석이 실제로 건축을 하였습니다.
1896년 4월 7일 정부의 재정지원금 4400원의 지원으로 <독립신문>이 창간되고 1896년 7월 독립문건립추진위원회가 결성되었고 이 조직은 독립협회의 모체가 됩니다. 즉, 독립협회가 독립문을 쌓은 것이 아니라, 독립문을 쌓기 위해서 독립협회를 만든 것입니다.
독립문건립추진위원회에는 당시 정부관료 중에서도 외교적 역할을 하던 ‘정동구락부’ 출신 인사들이 많았고 독립협회는 회장 안경수, 위원장 이완용. 고문 필립 제이슨 그리고 동농 김가진, 월남 이상재 등의 고위관료와 명사들이 참여하였습니다.
정동구락부는 구미외교관과 선교사 그리고 조선인 관료들로 구성된 친교클럽으로 손탁호텔에서 모였습니다. 당시 일본의 압력을 받고 있던 고종과 명성황후는 구미열강의 힘을 빌려 일본세력을 물리치고자 배일 성향의 정동구락부에 시종을 보내어 호의를 베풀고 신하들에게도 정동구락부를 통한 구미인들과의 친교를 권장했습니다.
미국공사 H. B. 실, 프랑스영사 C. V. 플랑시 등의 외교관과 M .디, C. 르장드르, 언더우드, 아펜젤러 등의 선교사가 멤버였고 조선인으로는 민영환, 윤치호, 이상재, 이완용 등이 회원이었으며, 독립협회 결성을 주도한 인사들의 상당수가 정동구락부를 드나들던 이들이었습니다.
독립문 건설비용은 독립신문과 독립협회가 모금운동을 벌여 얻은 성금과 왕실의 기증으로 충당했으며 이 시기에 고종은 1897년 2월 러시아공사관을 떠나서 경운궁으로 환궁하였고, 같은 해 10월 대한제국을 선포하였는데 <독립신문>과 독립협회는 이를 적극 지지하였습니다.
그래서 독립문은 대한제국의 문이 되었으며 현판은 정부 관료인 이완용이 썼고, 현판 아래에는 대한제국 황실을 상징하는 오얏꽃과 태극기가 새겨졌는데, 이 태극기가 바로 대한제국 시기의 공식 태극기인 독립문 태극기입니다. 3.1만세운동 당시 민중들은 태극기의 정확한 모습을 몰랐기 때문에 경성 거주민들은 독립문으로 가서 그곳의 태극기를 보고 그리기도 하였습니다.
현재 독립문의 편액 글씨를 누가 썼는가에 대해선 두 가지 주장이 있는데 첫째는 이완용이 썼다는 것과 둘째는 독립운동가 동농 김가진이 썼다는 것입니다. 현재까지 나온 객관적 기록과 방증자료만 가지고 판단하면 독립문 편액은 이완용이 썼을 가능성이 높습니다. 이를 입증하는 유일한 기록은 <동아일보> 1924년 7월 15일자에 게재된 <내 동리 명물>이란 고정 연재물에 실린 글이며 윤덕한이 쓴 <이완용 평전>에도 독립문의 글씨는 이완용 것이라고 주장했습니다.
모화관은 중국의 사신을 영접하던 곳으로 1407년(태종 7)에 송도의 영빈관을 모방하여 돈의문 밖 서북쪽에 건립하여 이름을 모화루라 하였다가 1429년(세종 11)에 규모를 확장하여 개수하고 모화관이라 개칭하였습니다. 모화루 앞에는 영은문을 세우고 남쪽에 못을 파서 연꽃을 심었다고 합니다. 1538년 명나라 사신 설연총이 영은문의 이름을 지어주었습니다.
1894년(고종 31) 청일전쟁 이후 모화관은 폐지되었는데 1896년(건양 원년) 서재필 등이 독립협회를 설립하고 모화관을 사무실로 쓰면서 독립관이라 개칭하고, 모화관 앞의 영은문 자리에 독립문을 세웠습니다.

중국 사신이 올 때는 2품 이상인 원접사(遠接使)를 의주에 보내고, 선위사 또한 2품 이상인 자로 도중 5개 처에 보내어 맞게 하고 연회를 베풀어 위로하였으며 한양에 도착하면 제일 먼저 모화관에 머물며, 이때 조선의 왕세자와 백관이 그의 앞에 나아가 예를 행하였고 사신이 돌아갈 때는 백관이 품계의 정종(正從)의 위치를 달리하여 두 줄로 섰다가 일제히 예를 행하였다고 합니다.— 프레시안 - 가을빛 짙어가는 정동길을 걸으며...

## 심의석의 작품 환구단
고종은 1897년 10월 12일 문무백관을 거느리고 환구단(圜丘壇)에 나아가 수많은 인파가 모인 가운데 하늘에 제사를 지내고 황제에 등극했다. 이때 조선의 국호를 ‘대한’으로 고쳐 대한제국의 탄생을 국내외에 선포했다. 다음 날 고종황제는 외국 공사들을 경운궁(현 덕수궁)으로 초청해 대한제국 선포를 알렸다. 서울 웨스틴조선호텔 뒤편과 서울시청광장 왼쪽에 위치한 환구단(서울 중구 소공로 106)은 하늘에 제사를 드리는 곳이다.
우리나라의 제천행사는 농경문화의 형성과 함께 시작된 것으로 보이며, 삼국시대부터는 국가적인 제천의례로 시행됐다. 고려 성종 2년(983) 정월에 처음 열렸고 설치와 폐지를 되풀이하다가 조선 초에 제천의례가 억제되자 폐지됐다. 세조 2년(1456)에는 일시적으로 제도화해 1457년에 환구단을 설치하고 제사를 드리게 됐다. 그러나 세조 10년에 실시된 제사를 마지막으로 환구단에서의 제사는 중단됐다. 환구단이 다시 설치된 것은 고종 34년 조선이 대한제국이라는 황제국으로 이름을 바꾸고, 고종이 황제로 즉위하면서부터다.

환구단은 고종이 황제 즉위식과 제사를 지내기 위해 중국 사신이 머물던 남별궁터에 3층의 원형 제단 형태로 조성했다. 당시 최고 도편수였던 심의석이 설계, 1000여 명의 인력이 동원돼 10일 만에 완공했다. 풍수가들은 조선의 옛 남별궁(南別宮) 터에 조성한 환구단에 대해 하늘의 천기가 쏟아져 내려오는 곳이고, 하늘상제와 역대 임금의 위패를 모신 황궁우는 지기가 솟구쳐 오르는 곳이라고 주장했다.— 문화일보 - 1897년 고종이 황제 즉위식과 제사 위해 옛 남별궁터에 환구단 조성

## 평가
우리 나라 전통건축의 마지막 세대인 동시에 개화기 신건축의 첫 세대로서, 또 그 시대의 선각자로서 활동하였던 도시건설자·건축가였다.— 심의석 [沈宜錫] (한국민족문화대백과, 한국학중앙연구원)

## 심의석이 건축하거나 참여한 건축물
- 《배재학당(1887년)》
- 《시병원(施病院, 1890년)》
- 《조선호텔 내의 환구단(圜丘壇, 원구단, 1897년)과 황궁우(皇穹宇, 1899년) 그리고 석고단(石鼓壇, 1901년 11월)》
- 《독립문(獨立門, 1897년)》
- 《파고다공원 내의 팔각정(八角亭, 1897년)》
- 《정동제일교회(貞洞第一敎會, 1898년)》
- 《정동 이화학당 본관(Main Hall, 1899년)》
- 《상동교회(尙洞敎會, 1901년)》
- 《우리 나라 최초의 극장이며 또한 최초의 원형극장인 협률사(協律社, 1902년 8월)》
- 《광화문 소재 기념비각(紀念碑閣, 1902년 9월)》
- 《이화여고 프라이홀(Fry Hall) 자리에 있던 손탁(孫鐸) 호텔(1903년)》
- 《덕수궁 내의 석조전(石造殿, 1909년)》

## 같이 보기
- 아파나시 세레딘사바틴
- 서재필
- 안경수
- 이완용
- 이상재
- 영은문
- 독립문
- 독립협회
- 독립신문
- 배재학당
- 환구단
- 탑골공원 팔각정
- 정동제일교회
- 이화학당
- 상동교회
- 협률사
- 서울 고종 어극 40년 칭경기념비
- 손탁호텔
- 석조전
- 남궁억
- 유길준

## 참조
- 《한국민족문화대백과》

1. ↑  레디앙 - 서대문 독립문에 담긴 역사
2. ↑  남도일보 - 전라도역사이야기-83.독립신문과 보성 서재필기념공원
3. ↑  트래블바이크뉴스
4. ↑  프레시안 - 가을빛 짙어가는 정동길을 걸으며...
5. ↑  문화일보 - 1897년 고종이 황제 즉위식과 제사 위해 옛 남별궁터에 환구단 조성